# Pertuis (écluse)
Pour les articles homonymes, voir Pertuis.
Le pertuis ou écluse à déversoir est en usage depuis plus de deux mille ans. 
C'est l'ancêtre de l'écluse moderne.
Il existe aussi des « pertuis secs » qui sont des barrages ou des barrages « secs » dans lesquels a été réservé un canal toujours maintenu ouvert ; permettant le passage de l'eau, mais freinant les crues (c'est-à-dire qui ne servent que, respectivement à écrêter des crues, ou limiter le risque d'inondation à leur aval).
Attention, « pertuis » désigne aussi :
- le nom autrefois donné dans la basse Seine à des « rapides formés sur les hauts-fonds »[4] ;
- le nom donné à certaines baies relativement fermées (pertuis breton, pertuis charentais), propices à la culture des moules ou des huîtres[5].

## Le principe
Sur les cours d’eau sont construits des barrages peu élevés ou seuils, pour des besoins d’irrigation, la création de biefs pour alimenter les moulins ou souvent pour maintenir le niveau d’eau sur la partie navigable.
Quand ces cours d'eau servaient au transport de bûches ou de troncs par flottage ou qu'ils étaient navigables, la nécessité pour les bateaux de franchir ces barrages a amené la conception de petites portes appelées pertuis (ancêtre de l'écluse et du bassin à portes marinières). D’une hauteur de 0,50 à 2 mètres, elles permettaient aux bateaux de passer dans la chute créée. Le pertuis est couplé à une partie fixe et arasée à la cote souhaitée du barrage, appelée déversoir.
Dans le sens descendant ("avalant"), le bateau était entraîné par la chute et dirigé par les mariniers. Il pouvait éventuellement être freiné par un cordage fixé en amont dans l'axe de l'ouvrage. Dans le sens montant, le bateau était tiré à contre-courant par un treuil ou attelage de chevaux ou de bœufs, voire d’hommes, ou tout cela à la fois.
Périlleux, ce système provoquait non seulement un gaspillage d’eau et de temps, mais générait des conflits entre mariniers et meuniers.

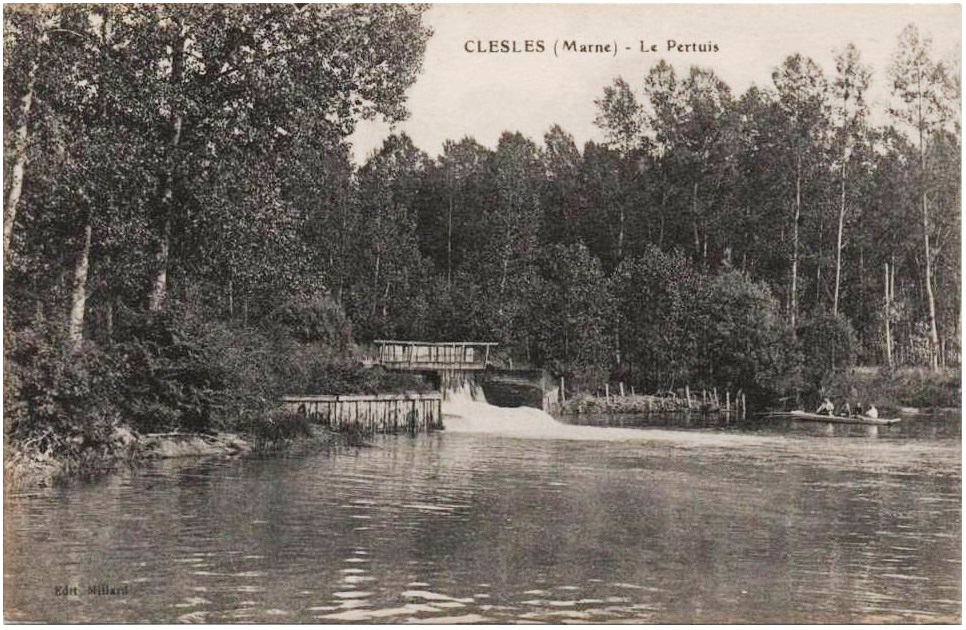
Barrage à aiguilles du pertuis de Clesles

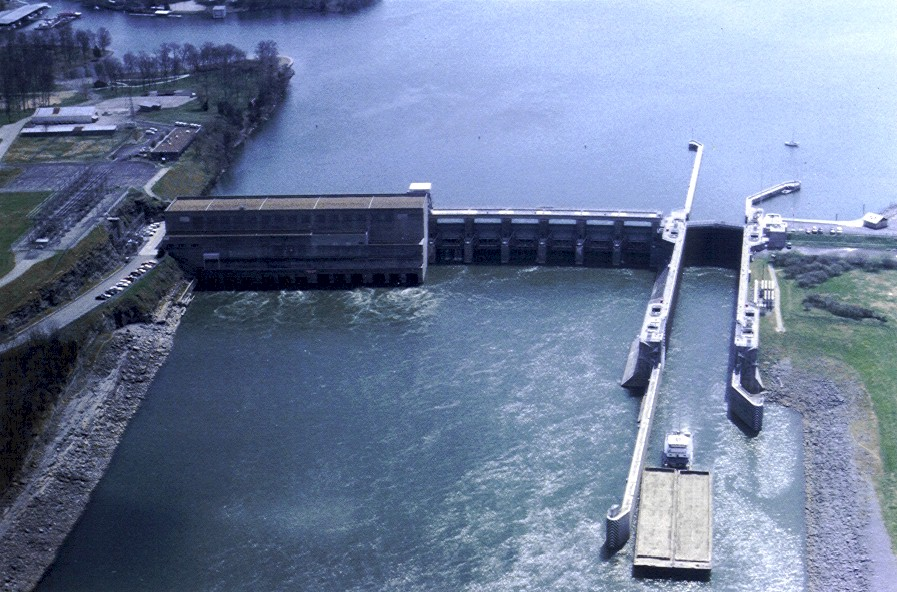
Sur cette photo un barrage sépare un lac de son canal de décharge, une porte (écluse simple) y est aménagée pour le passage des bateaux- l'ajout d'une deuxième porte aurait permis de créer un sas d'écluse.

## Formes courantes de pertuis

### Pertuis à aiguilles
C’est une porte constituée d’aiguilles de bois d’une section de 8 cm environ et d’une longueur n’excédant pas 3,5 m (en fonction de la hauteur du pertuis), mises côte à côte, maintenues par un heurtoir sur le radier du fond et par la volée, pièce de bois articulée qui les maintient dans  la partie haute. Une fois les aiguilles enlevées, la volée pivote sur le côté, autour du chandelier, pour laisser passer le bateau ou le train de bois. Quelques pertuis à aiguilles sont encore visibles sur l'Yonne en amont d'Auxerre (Vincelottes, les Dames, le Bouchet, Crain, etc.) et sur la Cure, à Accolay et Cravant notamment.
Le pertuis à aiguilles a été la base de l'invention du barrage mobile à aiguilles et fermettes en 1834 par l'ingénieur Charles Antoine François Poirée, expérimenté pour la première fois à Basseville, non loin de Clamecy, où le canal du Nivernais croise l'Yonne. On peut encore voir plusieurs de ces ouvrages en état de marche, sur l'Yonne à Auxerre au barrage du Batardeau, le plus long barrage à aiguilles du canal du Nivernais, situé dans sa section où le canal emprunte le cours de l'Yonne, le barrage de Vaux un peu en amont, et le pont-barrage de Champs-sur-Yonneencore en amont, dans lequel la passe réservée au passage des trains de bois est bien visible, plus large et précédée d'une maçonnerie en entonnoir. Plus en amont encore, le pont-barrage de Merry-sur-Yonne (au Saussois) a remplacé un ancien pertuis dont les fondations sont aujourd'hui noyées et repérées par un panneau. On peut voir encore des barrages à fermettes et aiguilles également sur le Cher navigable, entre Saint-Aignan et Tours.
Sur certains barrages à aiguilles sur l'Aisne ou la Saône, celles-ci peuvent être plus larges comme des planches munies d'une poignée.

### Pertuis à planchettes
Des « planchettes » de bois appelées aussi « apparêts » ou « bouchures », de 30 à 40 cm de large sur 20 à 30 de haut, munies d’un long manche, sont glissées entre les « aiguilles » (ou « pointeaux ») rainurées pour les recevoir. On peut en voir un dessin dans l'Hydraulique de Bélidor.
Ce type de pertuis se voit encore sur le Loir où l'un d'eux a été restauré récemment à Bazouges.

### Pertuis à tampes
Les « tampes » sont des madriers de section carrée d'environ 20 cm de côté, et longs de 4 à 6 mètres, empilés horizontalement les uns sur les autres afin de former une « bouchure ». Les « tampes » sont maintenues dans des rainures verticales, les « coulisses », ménagées dans les parois latérales, ou « bajoyers », de l'ouvrage. C’est la porte la plus simple à réaliser et à manœuvrer ; elle préfigure les systèmes de porte à relevage des écluses. Cependant, des écluses à sas ont reçu ce système de portes sur le Tarn et le Lot, lors de leur première canalisation sous Colbert. On peut en voir à Albi et Luzech.
Ce système est encore très couramment employé, non pour faire passer des bateaux, mais pour isoler une écluse ou un bief afin de l'assécher pour y effectuer des travaux.

### Pertuis à lame levante et pivotante
Une grande vanne est suspendue à une grande « volée » très en hauteur, qui pivote vers l'amont une fois que la lame est levée au-dessus de la surface de l'eau. De tels pertuis ont équipé la Vilaine au XVIe siècle, et se voient encore sur le Grand Morin de nos jours.

### Pertuis à lame levante
Le principe est simple et est une amélioration du système à tampes : une grande lame est élevée suffisamment haut pour laisser passer les bateaux en dessous. Ce système a équipé le canal d'Entreroches en Suisse, ainsi que la Haine en Belgique. Il préfigure les portes d'écluse à guillotine qui équipent aujourd'hui le Rhône, entre autres.

### Pertuis à porte secteur
Ce système, qui fait penser à un quart de brie qui pivoterait sur un axe vertical constitué par sa pointe, la face arrondie se présentant face à l'amont, a été expérimenté sur les petits canaux de dérivation de la haute Seine, entre Troyes et Nogent-sur-Seine, au XVIIIe siècle. C'est une invention d'Artus Gouffier (1627-1696), duc de Roannais, actionnaire du canal de Briare qui s'intéressait à la navigation en haute vallée de la Seine comme son homologue Hector Boutheroüe de Bourgneuf. Montré dans la Grande Encyclopédie, il est l'ancêtre direct des portes secteurs qui équipent certaines écluses ou certains grands barrages actuels, tel le Maeslantkering.

## Synonymes
Le mot pertuis dans son sens marinier a de nombreux synonymes. Citons : navière, payssière, portereau, portineau, porterau, pas, passelis, voye, porte marinière, porte à bateaux, écluse simple...